# Барчево
Барче́во (пол. Barczewo, раніше Wartembork, нім. Wartenburg in Ostpreussen) — місто в північній Польщі.
Належить до Ольштинського повіту Вармінсько-Мазурського воєводства.

## Демографія
Демографічна структура станом на 31 березня 2011 року:
|          | Загалом | Допрацездатний вік | Працездатний вік | Постпрацездатний вік |
| -------- | ------- | ------------------ | ---------------- | -------------------- |
| Чоловіки | 3553    | 727                | 2481             | 345                  |
| Жінки    | 3796    | 701                | 2278             | 817                  |
| Разом    | 7349    | 1428               | 4759             | 1162                 |